# ТВ Панчево
ТВ Панчево је српска телевизијска станица. Телевизија је почела да се емитује 16. децембра 1992. године. Телевизија Панчево је први јавни сервис Панчева.